# Arthrostema
Arthrostema là chi thực vật có hoa trong họ Mua.